# Філістимляни

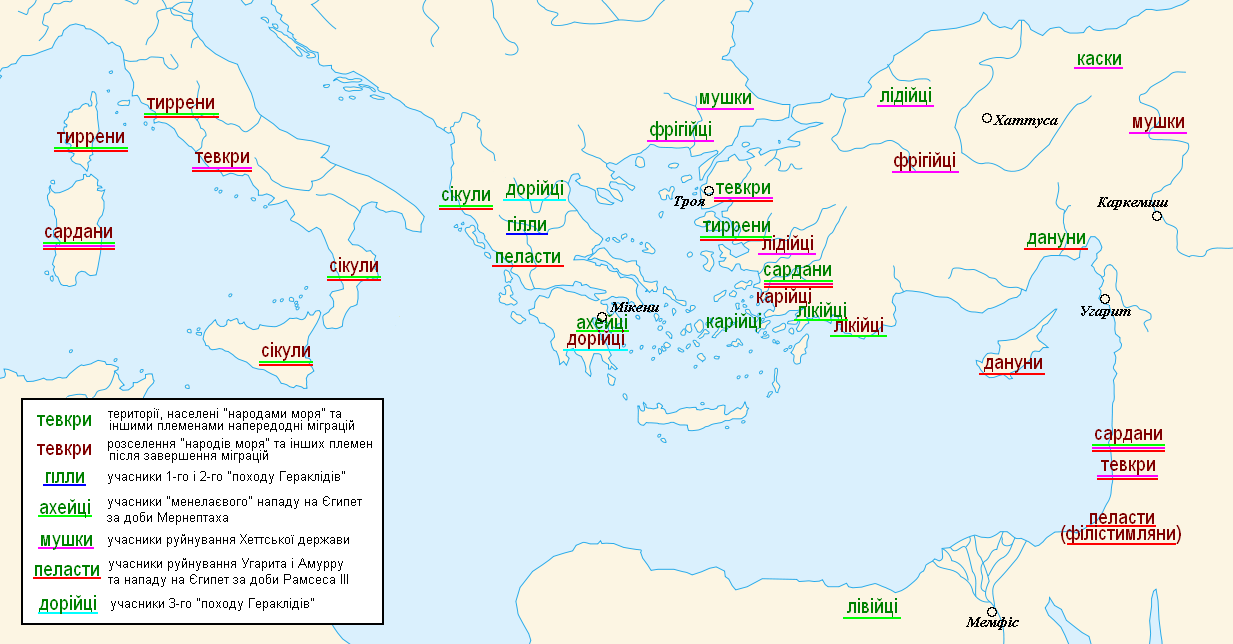
Філістимляни (пеласти) серед інших «народів моря»

Філістимляни (давньоєгипетське Pw-r-s-ty — пелесет, що означає прибульці, чужинці, іншоплеменники, івр. פלישתים — пліштім, грец. φιλισταίοι, араб. فلستيون або فلسطيون‎) — стародавній народ, який брав участь у навалі народів моря і пізніше осів на території Іудейського Царства, сучасний Ізраїль. Широкому загалу цей народ відомий завдяки численним згадкам у Біблії.

## Філістимляни як народи моря

Давньоєгипетський рельєф, що зображує воїна пелесет

Полонений пелесет — рельєфі з Мединет Абу, рідкісний випадок, коли збереглися залишки фарби

Одним із найважливіших та найвідоміших народів моря були пелесет. Цей етнонім зіставив із біблійними філістимлянами ще Шампольйон невдовзі після розшифрування єгипетських ієрогліфів. Нині зазвичай вважається, що філістимляни прибули до Леванту під час навали народів моря і осіли в п'яти містах: Ашдоді, Ашкелоні, Ґазі, Екроні та Ґаті. На рельєфах в Мединет Абу Рамзес ІІІ воює з пелесет на морі і на землі. На рельєфах, що зображають битву з лівійцями, є зображення воїнів, схожих на пелесет, які разом з шарданами воюють на боці єгиптян в армії цього фараона. В папірусі Харріса Рамзес ІІІ заявляє, що поселив переможені народи моря, серед яких і пелесет, у фортеці, названій його іменем. Це дозволило деяким вченим зробити висновок, що оселення філистимлян в Палестині відбулося під контролем єгиптян. Можливо, що фараон зберіг номінальну владу над землями, завойованими пелесет і вважав їх своїми васалами. Після оселення в Палестині філістимляни стали значною силою в регіоні завдяки своїй військовій перевазі над місцевими народами. Якщо вірити Біблії, то ця перевага була зумовлено монополією філістимлян на виготовлення речей з заліза, в тому числі і зброї.

Битва пелесет та шарданських найманців фараона

Пелесет та шардани на фараоновій службі б'ються з лівійцями

Голова воїна в шоломі, промальовка рельєфу.

Голова воїна в шоломі, промальовка рельєфу

На рельєфі з Мединет Абу (зліва) пелесет б'ються проти воїнів іншого народу моря — шарданів, які в цій битві воюють у військах Рамзеса ІІІ. Обидві сторони мають круглі щити середнього розміру. Пелесет можна впізнати за характерними «пір'їстими» шоломами, вони озброєні короткими мечами або ж чингалами та довгими списами.
На іншому рельєфі з Мединет Абу (зправа) шардана та пелесет разом служать у війську фараона. Воїни в характерних шоломах мають круглі щити середнього розміру з наліпками, ймовірно мідними бляхами, вони озброєні довгими мечами та списами.
Характерною деталлю озброєння пелесет згідно з давньоєгипетськими зображеннями був так званий «пір'їстий головний убір». Найімовірніше це був шолом, прикрашений шкіряними смугами, прикріпленими до металевого обруча, хоч деякі зображення не виключають інтерпретацій з пір'ям. Протягом епохи бронзового та раннього заліза подібні шоломи зустрічаються в різних регіонах Близького сходу та Східного Середземномор'я, а також на Сардинії.

## Походження
Походження філістимлян достеменно невідоме. Щодо прабатьківщини цього народу існує дуже багато теорій, називають Грецію, Крит, Західну Малу Азію та багато інших, однак жодна з них не є остаточно доведеною. Деякі филистимлянські імена та терміни, зафіксовані у Біблії, схоже споріднені з анатолійськими мовами лувійської підгрупи, що були поширені на західному та південному узбережжі Малої Азії, однак точність цих даних сумнівна.
Певне підґрунтя для роздумів дають археологічні дані з Палестини — кераміка народів моря різко відрізняється від місцевої, спершу це монохромна кераміка дуже схожа на пізньомікенську, пізніше в результаті синтезу з місцевою традицією виробився самобутній біхромічний стиль. Також існує теорія, що пов'язує пелесет та гомерівських пеласгів. Деякі дослідники виводять пелесет з балканського узбережжя, на північ від Греції. Частина епірського берегу мала назву Palaiste, Palaistine, а часом так називали і Епір взагалі.
Про походження філістимлян говориться і в Біблії. Спершу їх виводять з Єгипту, однак далі в Книзі пророка Єремії (47:4) «…Бо понищить Господь филистимлян, рештку острова Кафтора…», а в Книзі пророка Амоса (9:7) «…Хіба ж не Ізраїля вивів Я з краю єгипетського, а филистимлян з Кафтору…». Назва Кафтор зазвичай ототожнюється з єгипетським «кефтіу», kftw — назвою мешканців о. Крит, хоча припускаються також інші варіанти — «Крит» в широкому сенсі (вся територія Мікенської держави), Кіпр чи певна ділянка південного узбережжя Малої Азії.

## Філістимляни в Палестині
Поселення філістимлян в Палестині можливо сталося за вимушеної згоди єгиптян. Наприклад до часів правління Рамзеса VI в Бейт-Шеані стояв єгипетських гарнізон, а постамент статуї цього фараона знайдено в захопленому філістимлянами Мегіддо. Однак після цього ніяких слідів єгипетської присутності в Палестині немає, а на узбережжі вони не траплялися вже після 1200 року до нашої ери. Тобто якщо навіть формально філістимляни спершу були васалами фараона, то про значну фактичну залежність вряд чи йшлося.

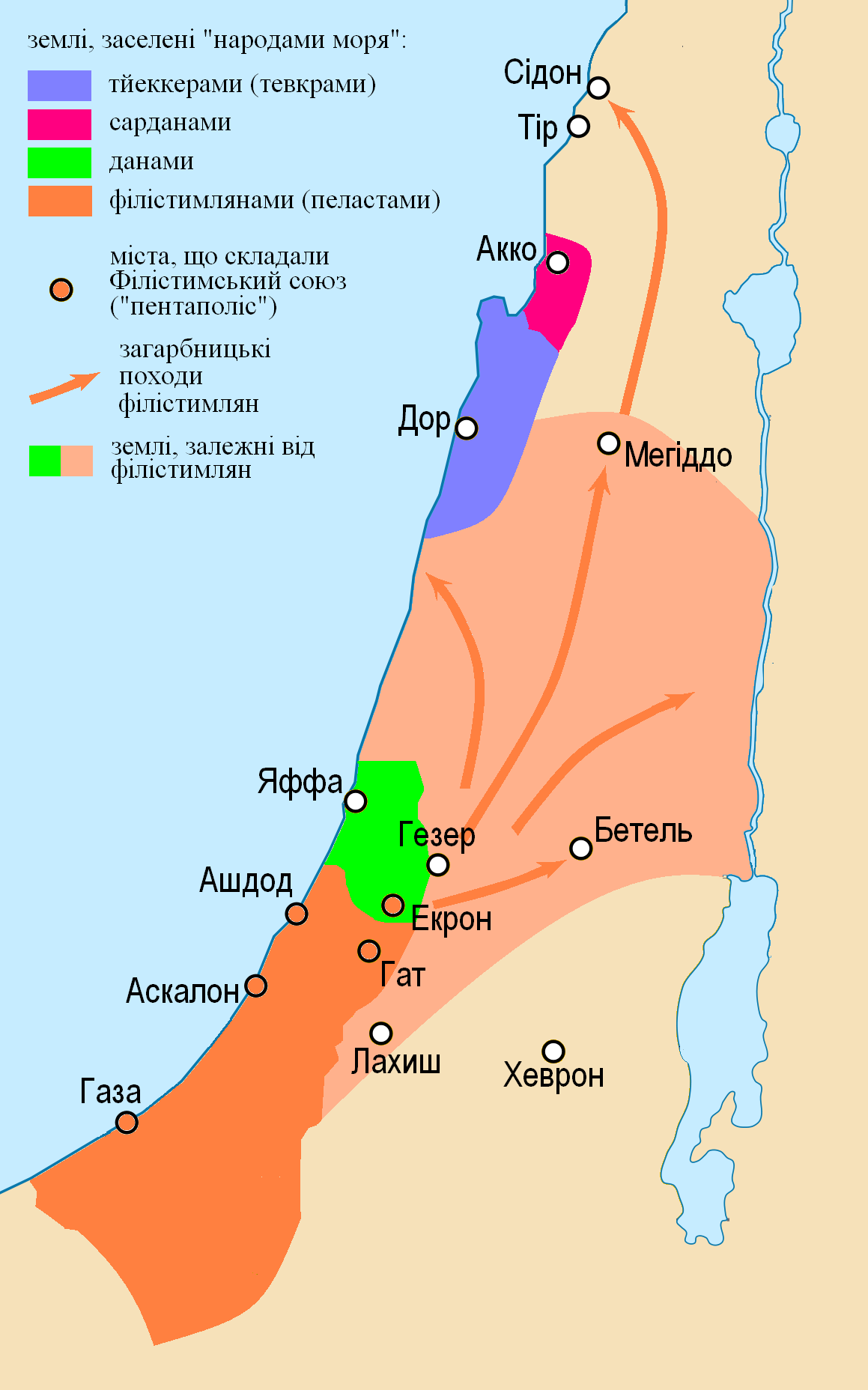
Південний Ханаан після навали «народів моря»

На початку та в середині ХІІ століття до нашої ери філістимляни осіли в п'яти містах на узбережжі: Ашдоді, Ашкелоні, Ґазі, Екроні та Ґаті. В тих містах де проводилися розкопки з'ясувалося, що філістимлянські поселення стоять на шарі уламків, тобто фактично міста було заново засновано на згарищах. Спершу мабуть існували лише відносно невеликі укріплення, які однак швидко розрослися у великі міста. Розкопки вказують на відсутність зв'язку з культурою попередніх насельників цих країв — прибульці принесли свою, споріднену з мікенською культуру. Місцеві риси потрапляють в філістимлянську культуру не як субстрат одразу після завоювання, а внаслідок тривалого процесу синтезу з залишками старої культури. Вже після 1150 року до нашої ери філістимлянська кераміка набуває своєрідних, відмінних від пізньомікенської та постмікенської рис. На кінець ХІ століття до нашої ери, тобто за 150—200 років життя в Палестині, філістимлянська культура втрачає свій унікально-чужинський характер, увібравши в себе місцеві та єгипетські риси. Однак своєрідні філістимлянські імена, принаймні в царів, зберігалися аж до VII століття до нашої ери.
П'ять перших філістимських міст Ашдод, Ашкелон, Ґаза, Екрон та Ґат утворили союз, що його звуть П'ятиграддя або ж на грецький манір Пентаполісом. Кожне місто очолював правитель, титул якого звався серен. Не відомо чи то міста-держави були характерні для філістимлян ще на прабатьківщині, чи вони запозичили цю форму в ханнанців, але саме ці перші п'ять міст були державами філістимлян. Однак володіння кожного з них не обмежувалося власне містом — великим містам підлягали менші. Розкопки вказують на велику кількість дрібних філістимлянських поселень та храмів у південній Палестині. Уся спілка гуртувалася навколо загального центру — храму бога Дагона в Ґазі, і попервах саме це місто було гегемоном. З середини ХІ століття до нащої ери лідерство в союзі належало Ашдоду, де також було споруджено храм Дагону. Той факт, що дуже рано головним божеством став західносемітський Дагон, свідчить про швидке обханаанення прибульців.
Захопивши південне узбережжя Ханаану, філістимляни не зупинилися, а з середини ХІІ століття до нашої ери продовжили свої завоювання, намагаючися підкорити усю країну. Їм вдалося захопити ряд міст, серед яких Мегіддо, Лахіш, Бет-Ел, Гезер, контролювати Нижню Галілею та долину Йордану. Захоплені міста спершу руйнувалися, однак швидко відновлювалися і там встановлювалася влада філістимьких правителів, а часом залишалися гарнізони. Так сталося в Мегіддо, яке не лише відродили, а відбудували за старим ханаанським планом з ханаанською архітектурою. Достовірно невідомо чи ставали підкорені міста самостійними чи лишалися в підлеглості до міст П'ятиграддя, однак друге більш ймовірне. Однак не усі міста відновлювалися, наприклад Лахіш було вщент зруйновано, і нове місто виникло лише через двісті років за зовсім іншим умов. Вплив філістимлян на країну був настільки великим, що вона сама стала називатися їх іменем, хоч до того була лише частиною Ханаану й ніколи не виділялася окремо.
В прагненні підкорити Ханаан філістимляни зустріли собі суперників — інших варварів, що прибули однак не з-за моря, а з пісків Сінаю — євреїв. Ті також прагнули підкорити Ханаан, перетворивши його на Ерец-Ізраїль. Згідно з Біблією, розгромивши в другій половині XI століття євреїв, філістимляни забрали їхню головну реліквію — Ковчег Заповіту, і помістили трофей в храмі Дагона В Ашдоді. Потім, знову ж таки за Біблійними даними, Ковчег Заповіту побував ще в двох містах — Ґаті та Аскалоні, однак в жодному з них храму Дагона не було. Вочевидь спорудити його в себе могло лише місто гегемон, однак відомості про те, що рішення П'ятиграддя приймалися радою правителів головних міст свідчить про те, що союз залишався федерацією.
У Х сторіччі до нашої ери легендарному ізраїльському царю Давиду вдалося розбити філістимлян, однак вже до кінця того ж століття єврейська держава розпалася і боротьба двох народів тривала й далі. Втім, часом були вони й союзниками, так в 700 році до нашої ери спілка П'ятиграддя, Юдеї, Моаву та Єдому виступила проти ассирійського царя Саргона II, однак програла. В 604 році до нашої ери вавилонський цар Навуходоносор не лише захопив філістимлянські міста, але й вивів їх у свою країну, так само як і євреїв.

## Археологічні дані

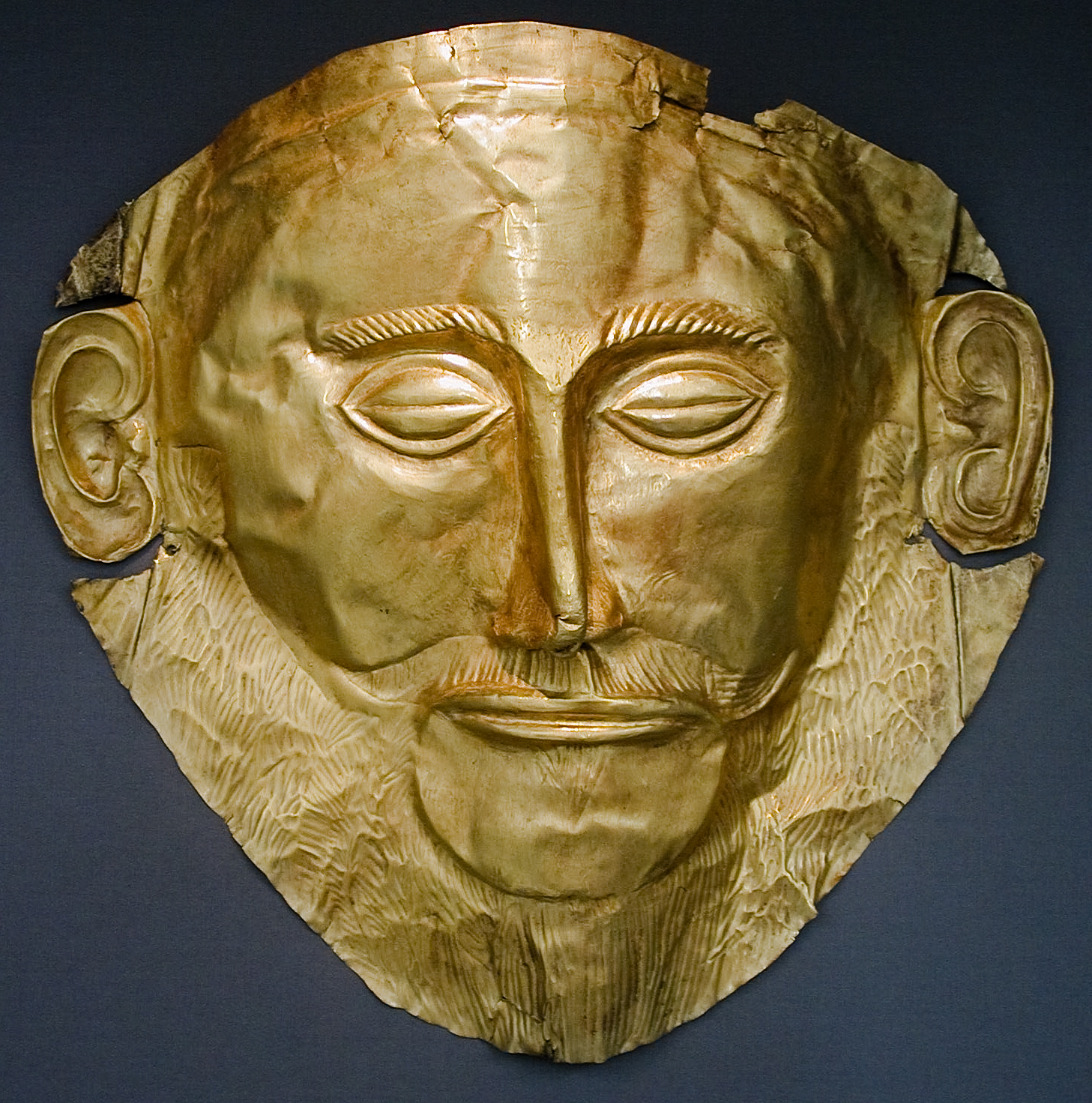
Так звана «Маска Агамемнона»

Філістимлянські саркофаги

В Палестині знаходять так звану кераміка Мікени IIICIB, яка дуже схожа як на власне мікенську, так і на кіпрську, де на думку вчених з'явилася внаслідок міграції групи мікенських греків. Початково філістимляни протягом перших десятиріч життя в Ханаані виготовляли типово мікенську монохромну кераміку, але пізніше під місцевим та єгипетським впливом вони виробили новий, оригінальний стиль двокольорової, так званої «філістимської» кераміки.
Перше поселення філістимлян в Ашдоді було добре розплановане але не укріплене. Лише в кінці ХІ сторіччя до нашої ери вони оточують місто, яке розрослося з 20 до 100 акрів, потужної стіною. Можливо це пов'язане з війнами з ізраїльтянами. Схожа ситуація спостерігається і в Екроні (Тель Мікні), який був оточений стінами лише в 10 столітті. Філістимські поселення знайдені на півночі Шфели — Гезер, Тель Баташ (можлива Тімна), Бейт-Шемеш, підтверджують біблійні дані про спроби філістимлян вторгнутися в глибину Ханаану. Також філістимляни були пануючою групою населення в північно-західного Негеві та на півдні Прибережної рівнини.
Філістимлянська архітектура досить незвична для Ханаану. В Тель Мікні знайдено дві споруди, в центральних залах яких знаходилися цегляні потиньковані вільнорозташовані вогнища певного типу. Цей тип вогнища не відомий в ханаанській архітектурі, але був поширений в Анатолії, Егейських островах та на Кіпрі. Також чужою для ханаанської традиції є практика спорудження додаткового маленького храму поруч з головним святилишем, яка відмічається в Тель Мікні. Однак ця традиція має відповідники в Егеїді та на Кіпрі, де подібні комплекси відомі з ХІІІ-ХІІ століть до н. е., наприклад в Мікенах, Філакопах та острові Мелос, Кітіоні на Кіпрі. Культові фігурки сидячих богинь або ж жінок з Ашдода мають явне мікенське походження та свідчать про вплив мікенської традиції.
Схожа чужорідність спостерігається і в похованнях. В Азорі зафіксовані сліди кремації, яка є абсолютно чужою ханаанській практиці пізньої бронзи. Щоправда, зараз ще не можна сказати, наскільки кремація була поширена серед народів моря. Інший тип поховань знайдено в могильнику 600 біля південного Тель ель-Фара в північному Негеві. Тут використовувалися поховальні ями у висічених в скелях печерах. Також широкого розповсюдження набула практика поховання в людиноподібних саркофагах знайдених в Тель ель-Фарі, Дейр ель-Баласі та Бейт Шеані (Скітополісі). Кришки цих саркофагів схожі на знамениту «маску Агамемнона», знайдену Шліманом у Мікенах, хоч в деяких з них відчувається сильний єгипетський вплив, що пояснюється певно тривалою службою філістимлян найманцями у війську фараонів.

## Мова та писемність
На двох місцевих печатках з Ашдода знайдено короткі написи лінійним письмом, тип якого є дискусійним: вони нагадують архаїчний різновид кіпро-мінойського письма. Ще декілька написів з інших місцевостей, можливо, виконані тією ж писемністю.
До цього ж періоду належать кілька написів протоханаанським письмом.
Біля IX в. на філістимських територіях розповсюджується фінікійське письмо, і водночас відбувається перехід населення на місцеві семітські діалекти, що завершився, очевидно, біля VII—VI ст. до н. е. Тим не менш, кілька текстів фінікійським письмом IX—VII ст. неможливо інтерпретувати семітськими мовами, але певні морфологічні риси зближують їх з мовами Анатолії (перш за все карійською).